# Jet van der Veen
Jet van der Veen (25 mei 2003) is een Nederlands voetbalspeelster. Zij speelt voor sc Heerenveen in de Nederlandse Vrouwen Eredivisie.

## Statistieken
| Seizoen | Club          | Land      | Competitie         | Wedstrijden | Doelpunten |
| ------- | ------------- | --------- | ------------------ | ----------- | ---------- |
| 2020/21 | sc Heerenveen | Nederland | Vrouwen Eredivisie | 11          | 1          |
| Totaal  | Totaal        | Totaal    | Totaal             | 11          | 1          |

Laatste update: juni 2021

## Interlands
In december 2018 speelde Van der Veen haar eerste wedstrijd voor Oranje O16.

## Privé
Jet van der Veen is de jongere zus van Roos van der Veen die ook bij sc Heerenveen speelt.
1 Resink ·
3 Meijer ·
4 Smits ·
5 Teijema ·
6 Schouwstra ·
8 De Haas ·
9 Maatman ·
10 Van Beijeren ·
11 Iedema ·
12 Appelmann ·
13 Van Rheenen ·
14 Van Vilsteren ·
15 Macleane ·
15 Brouwer ·
16 Nassette ·
17 Udink ·
18 Kerkhof ·
20 Stockmar ·
21 Maass ·
22 Thurkow ·
24 Werther ·
25 Zwart ·
25 Speek ·
30 Faber ·
32 Van der Velde ·
36 Biegbudu ·
38 Hiemstra ·
Coach: Tarvajärvi